# 为国为民：林良实言论选辑
《为国为民：林良实言论选辑》出版于1994年3月26日，作者为时任马来西亚华人公会（马华公会）总会长林良实。内容包括该党针对回教国的立场。

## 内容
|  | 马华坚决反对回教国，所以将不会协助回教党所组成的政府（页19） |

|  | 人民要确保世俗民主政体（页31） |

|  | 大马是个世俗国。因此，宗教信仰的自由不会受到剥夺（页100） |

|  | 即使回教刑事法不实施在非回教徒身上，马华也绝对不会支持修宪以使能在国内推行回教刑事法（页101） |

|  | 反对党大联合的结果……为吉兰丹人民带来了反民主，反世俗，反人权，反进步，反女权的回教州。（页131） |